# Hambourg-Hamm
Hamm est l’un des 105 quartiers de la ville de Hambourg, en Allemagne. Il est situé dans l’arrondissement de Hamburg-Mitte.

## Liens internet
- Site officiel